# Kriminológia
A kriminológia a bűnözés és deviáns viselkedés társadalmi és pszichológiai vizsgálatával foglalkozó interdiszciplináris tudomány. Főként a bűnözés megjelenési formáit, okait és következményeit kutatja. Beletartozik a bűnözés társadalmi és jogi reakcióinak vizsgálata is. A "kriminológia" kifejezés alig több mint százéves, tárgya pedig csak két évszázada kelt tudományos érdeklődést.
A kriminológia a megfigyelés tudománya. Egyszerűen fogalmazva a kriminológia a miértre keresi a választ az okokat kutatva, míg a kriminalisztika a hogyan kérdésével foglalkozik.
A kriminológia a jogalkotást, törvénysértéseket és a társadalomnak a törvénysértésekre adott válaszát vizsgálja. A kriminológia befolyásolja a politika formálódását nem csak nemzeti, hanem nemzetközi szinten is.
A kriminológia határtudomány, átfedései vannak a pszichológiával és a szociológiával, abban is a deviáns magatartások vizsgálatával.
A kriminológusok az összes társadalomtudomány és magatartástudomány vizsgálati módszereit átvették. Mint minden tudós, a kriminológusok is méréseket végeznek: mérik a bűnözés térbeli és időbeli vonatkozásait, valamint felmérik a bűnelkövetők és a bűncselekmények jellemzőit.

## A szó eredete
A szót Raffaele Garofalo olasz jogászprofesszor alkotta 1885-ben (olaszul: criminologia). Franciául (criminologie) Paul Topinard használta először 1887-ben.

## Tárgya
A kriminológia tárgya a bűnözés, amelyet elsősorban alaktani, oksági és megelőzési szempontokból vizsgál.
- Az alaktani megközelítéshez tartozik a bűnözés terjedelme, szerkezete, változása. Jellemzően kriminálstatisztikai és egyéb statisztikai adatokra támaszkodik.
- Az oksági szempontból történő vizsgálatokhoz leginkább az alaktani megközelítéseknél tett elemzésekre támaszkodnak.
- A megelőzésnél szóba jöhet a társadalom és az állam magatartása, az igazságszolgáltatás hatékonysága, az oktatás és más társadalmi tevékenységek, jelenségek hatása.
- Másik tárgya viszont a sértett:
  - A sértetti vizsgálatok fontossága egyrészt a bűnözés valós helyzetének feltárásában található meg, hiszen a kriminálstatisztikák erről nem adnak valós képet (magas látencia). Másrészt a bűnmegelőzés szempontjából fontos, hogy feltárják azokat a tipikus magatartásokat, amelyek elősegíthetik, hogy az egyén potenciálisan egy adott bűncselekmény vonatkozásában sértetté váljon. Így megtalálják az ezek kiküszöbölésére szolgáló módszereket.

## Módszere
A kriminológia a tömegjelenségeket jellemzően a statisztika lehetőségeivel vizsgálja, az egyedi bűnözésnél pedig értelemszerűen az egyén személyisége, körülményei kerülnek előtérbe.
A technikai eszközök és eljárások használatánál elengedhetetlen azok használatának törvényessége és etikussága. Ezek:
- megfigyelések,
- egyéni beszélgetések,
- akták, iratok, önéletrajzok tanulmányozása,
- kérdőívek kitöltetése,
- kísérletek.

Az elemzési módszerek jellemzően modellkészítésre, hipotézisekre, matematikai módszerekre épülnek.